# Rudolf Kaltenbach

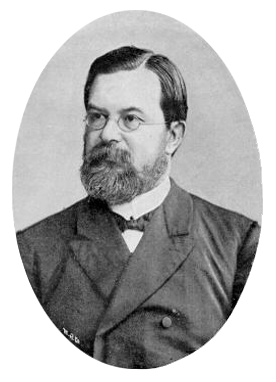
Rudolf Kaltenbach

Rudolf Kaltenbach (* 12. Mai 1842 in Freiburg im Breisgau; † 21. November 1892 in Halle (Saale)) war ein deutscher Gynäkologe.

## Leben
Kaltenbach wurde als Sohn des Weinhändlers Johann Gustav Kaltenbach (1807–1846) und dessen Frau Balbine Maria Walburga Sautier (1818–1874) in Freiburg geboren. Er nahm dort ein Medizinstudium auf, welches er an den Universitäten Berlin und Wien fortsetzte. Während seines Studiums wurde er im Wintersemester 1860/61 Mitglied der Freiburger Burschenschaft Teutonia. Er promovierte 1865 und war anschließend bis 1867 bei Johann Dumreicher (1815–1880) in Wien tätig. 1866 nahm Rudolf Kaltenbach auf österreichischer Seite am Deutschen Krieg teil. Von 1867 bis 1873 war er als Assistent bei Alfred Hegar (1830–1914) in Freiburg beschäftigt, wo er sich 1868 habilitierte. 1870 nahm er am Deutsch-Französischen Krieg teil, in dessen Verlauf er schwer an Typhus erkrankte. 1873 wurde er zum außerplanmäßigen Professor ernannt, 1883 folgte Kaltenbach einem Ruf an die Universität Gießen, wo er als Ordinarius der Geburtshilfe und Gynäkologie auch Leiter der Entbindungsanstalt und Frauenklinik wurde. In Gießen erwirkte Rudolf Kaltenbach eine Genehmigung für einen Klinikneubau am Seltersberg. 1887 ging der Gynäkologe nach Halle, wo er die Nachfolge von Robert Olshausen (1835–1915) antrat.
Nach Franz von Winckel war er der zweite Präsident der Deutschen Gesellschaft für Gynäkologie und Geburtshilfe und leitete deren Kongress 1888 in Halle (Saale). 1890 wurde er zum Mitglied der Leopoldina gewählt.

## Wirken
Kaltenbach führte das Kaltenbach-Schema ein, ein graphisches Hilfsmittel zur Erfassung verschiedener Parameter der Menstruationsblutung. Er stellte das Schema auf dem vierten Kongress der Deutschen Gesellschaft für Gynäkologie und Geburtshilfe 1891 in Bonn vor.

## Schriften (Auswahl)
- mit Alfred Hegar: Die operative Gynäkologie mit Einschluss der gynäkologischen Untersuchungslehre. Enke, Erlangen 1874, urn:nbn:de:bvb:12-bsb11182837-2.
  - zweite Auflage: Enke, Stuttgart 1881, urn:nbn:de:bvb:12-bsb11451384-1.
  - dritte Auflage: Enke, Stuttgart 1886, urn:nbn:de:bvb:12-bsb11182837-2.
- Lehrbuch der Geburtshilfe. Enke, Stuttgart 1893, urn:nbn:de:bvb:12-bsb11540613-9.
- Über Hülfsmittel des gynäkologischen Unterrichtes. In: Zeitschrift für Geburtshilfe und Gynäkologie. Band 21, 1891, S. 228–296.